# Mars Exploration Program
A Mars Exploration Program a NASA jelenleg is folyamatban lévő Mars-kutató programja. A korábbi Mars Surveyor program átalakításával jött létre 2000-ben, miután az 1998-ban indított amerikai Mars-szondák (Mars Climate Orbiter, Mars Polar Lander) kudarcot vallottak.

## A Mars Exploration Program űrszondái
- Mars Odyssey
- Mars Exploration Rover
- Mars Reconnaissance Orbiter
- Mars Science Laboratory